# چلسو پوسیو
چلسو پوسیو (به ایتالیایی: Celso Posio) بازیکن فوتبال و اهل ایتالیا است که از سال ۱۹۵۷ میلادی عضو تیم ملی فوتبال ایتالیا بوده و در ۱ بازی ملی حضور داشته‌است. او در بازی‌های ملی‌اش گلی به ثمر نرساند.
چلسو پوسیو آخرین بازی ملی خود را در سال ۱۹۵۷ میلادی انجام داد.